# Schneeballauswahl
Die Schneeballauswahl oder Schneeballverfahren ist ein spezielles Stichprobenverfahren in den Sozialwissenschaften.
Es kommt zum Einsatz, wenn Aussagen über sehr spezielle Populationen getroffen werden müssen. Es dient dem Auffinden von Teilnehmern in zahlenmäßig sehr kleinen bzw. schwer erreichbaren Personengruppen wie zum Beispiel Drogennutzer, Glücksspieler oder Experten eines sehr kleinen Fachgebietes. Eine Person einer solchen Gruppe, also ein Element der Grundgesamtheit, die sich an der Befragung beteiligt, gibt die Fragebögen an andere Personen in ihrem Netzwerk weiter oder vermittelt die Teilnahme an der Befragung. Obwohl die Ergebnisse eines solchen Auswahlverfahrens nicht verallgemeinert werden können, ermöglicht es doch den ersten Zugang zu einer solchen Gruppe.
Das Verfahren bietet einen einfachen und kostengünstigen Zugang zu Personengruppen, die bei einer Zufallsstichprobe nicht ausreichend erreicht werden. Neben der fehlenden Repräsentativität gibt es sowohl praktische Probleme als auch Probleme mit dem Datenschutz, da Namen und Kontaktdaten gespeichert werden müssen.